# Halowe Mistrzostwa Świata w Lekkoatletyce 2022 – bieg na 3000 m kobiet
Bieg na 3000 metrów kobiet – jedna z konkurencji biegowych rozgrywanych podczas halowych lekkoatletycznych mistrzostw świata w Štark Arena w Belgradzie.
Tytułu mistrzowskiego z 2018 nie broniła Etiopka Genzebe Dibaba.

## Terminarz
| Data     | Godzina |       |
| -------- | ------- | ----- |
| 18 marca | 20:25   | Finał |

## Rekordy
W poniższej tabeli przedstawiono (według stanu przed rozpoczęciem mistrzostw) halowe rekordy świata, poszczególnych kontynentów, halowych mistrzostw świata oraz najlepszy wynik na listach światowych w 2022.
|                                   | Zawodniczka       | Wynik   | Miejsce      | Data                  |
| --------------------------------- | ----------------- | ------- | ------------ | --------------------- |
| Halowy rekord świata              | Genzebe Dibaba    | 8:16,60 | Sztokholm    | 6 lutego 2014(dts)    |
| Rekord halowych mistrzostw świata | Elly van Hulst    | 8:33,32 | Budapeszt    | 4 marca 1989(dts)     |
| Halowy rekord Afryki              | Genzebe Dibaba    | 8:16,60 | Sztokholm    | 6 lutego 2014(dts)    |
| Halowy rekord Ameryki Południowej | Letitia Vriesde   | 9:07,08 | Haga         | 31 stycznia 1993(dts) |
| Halowy rekord Ameryki Północnej   | Karissa Schweizer | 8:25,70 | Boston       | 27 lutego 2020(dts)   |
| Halowy rekord Australii i Oceanii | Kimberley Smith   | 8:38,14 | Boston       | 27 stycznia 2007(dts) |
| Halowy rekord Azji                | Winfred Yavi      | 8:39,64 | Val-de-Reuil | 14 lutego 2020(dts)   |
| Halowy rekord Europy              | Laura Muir        | 8:26,41 | Karlsruhe    | 4 lutego 2017(dts)    |
| Listy światowe                    | Dawit Seyaum      | 8:23,24 | Liévin       | 17 lutego 2022(dts)   |

## Wyniki
| WR – rekord świata \| CR – rekord mistrzostw świata \| NR – rekord kraju \| AR – rekord kontynentu \| WL – najlepszy wynik na listach światowych w sezonie 2022 \| SB – najlepszy wynik w sezonie \| PB – rekord życiowy |

### Finał
Źródło: World Athletics.
| Pozycja | Zawodniczka              | Reprezentacja     | Czas    | Uwagi |
| ------- | ------------------------ | ----------------- | ------- | ----- |
| 01 !    | Lemlem Hailu             | Etiopia           | 8:41,82 | SB    |
| 02 !    | Elle Purrier St. Pierre  | Stany Zjednoczone | 8:42,04 |       |
| 03 !    | Ejgayehu Taye            | Etiopia           | 8:42,23 |       |
| 4.      | Gabriela DeBues-Stafford | Kanada            | 8:42,89 |       |
| 5.      | Dawit Seyaum             | Etiopia           | 8:44,55 |       |
| 6.      | Jessica Hull             | Australia         | 8:44,97 |       |
| 7.      | Alicia Monson            | Stany Zjednoczone | 8:46,39 |       |
| 8.      | Rahel Daniel             | Erytrea           | 8:46,53 | NR    |
| 9.      | Laura Galván             | Meksyk            | 8:46,65 |       |
| 10.     | Beatrice Chebet          | Kenia             | 8:47,50 |       |
| 11.     | Hanna Klein              | Niemcy            | 8:48,73 |       |
| 12.     | Selamawit Teferi         | Izrael            | 8:50,91 |       |
| 13.     | Luiza Gega               | Albania           | 8:53,14 |       |
| 14.     | Edinah Jebitok           | Kenia             | 8:53,25 |       |
| 15.     | Amy-Eloise Markovc       | Wielka Brytania   | 8:53,57 |       |
| 16.     | Marta Pérez              | Hiszpania         | 8:57,81 |       |
| 17.     | Meraf Bahta              | Szwecja           | 8:58,68 |       |
| 18.     | Julie-Anne Staehli       | Kanada            | 8:58,73 |       |
| 19.     | Lauren Ryan              | Australia         | 9:13,93 |       |
| 20.     | Jhoselyn Camargo         | Boliwia           | 9:28,98 | NR    |